# Musée de Kiscell
Le Musée de Kiscell (en hongrois : Kiscelli Múzeum) est un musée situé dans le 3e arrondissement de Budapest. Sa collection a pour vocation de présenter l'histoire urbaine de la capitale hongroise après 1686 ainsi que la collection d'arts de la Galerie municipale de Budapest, qui rassemble essentiellement des productions du XXe siècle. Situé dans le Palais Schmidt de Kiscell (kiscelli Schmidt-kastély), ce musée fait partie du Musée historique de Budapest.